# Cryptolectica ensiformis
Cryptolectica ensiformis är en fjärilsart som först beskrevs av Yuan 1986.  Cryptolectica ensiformis ingår i släktet Cryptolectica och familjen styltmalar.
Artens utbredningsområde är Thailand. Inga underarter finns listade i Catalogue of Life.